# XXII Giochi del Sud-est asiatico
I XXII Giochi del Sud-est asiatico si sono svolti a Hanoi e ad Ho Chi Minh, nel Vietnam, dal 5 al 13 dicembre 2003.

## Paesi partecipanti
Ai giochi hanno partecipato 5000 atleti provenienti da undici nazioni:
- Brunei
- Cambogia
- Indonesia
- Laos
- Malaysia
- Birmania
- Filippine
- Singapore
- Thailandia
- Timor Est
- Vietnam

## Discipline
In totale si sono disputati 442 eventi sportivi per 32 discipline.

## Medagliere
*   Paese ospitante
| Posiz. | Nazione    | Oro | Argento | Bronzo | Totale |
| ------ | ---------- | --- | ------- | ------ | ------ |
| 1      | Vietnam*   | 158 | 97      | 91     | 346    |
| 2      | Thailandia | 90  | 93      | 98     | 281    |
| 3      | Indonesia  | 55  | 68      | 98     | 221    |
| 4      | Filippine  | 48  | 54      | 75     | 177    |
| 5      | Malaysia   | 44  | 42      | 59     | 145    |
| 6      | Singapore  | 30  | 33      | 50     | 113    |
| 7      | Birmania   | 16  | 43      | 50     | 109    |
| 8      | Laos       | 1   | 5       | 15     | 21     |
| 9      | Cambogia   | 1   | 5       | 11     | 17     |
| 10     | Brunei     | 1   | 1       | 8      | 10     |
| 11     | Timor Est  | 0   | 0       | 0      | 0      |
| Totale | Totale     | 444 | 441     | 555    | 1440   |